# Além, Muito Além do Além
Além, Muito Além do Além foi um programa televisivo produzido e exibido pela Rede Bandeirantes entre 1967 e 1968, sendo um dos primeiros programas exibidos da emissora inaugurada naquele mesmo ano. O programa foi produzido, escrito e estrelado por José Mojica Marins interpretando seu mais célebre personagem; Zé do Caixão. Também teve a direção de R.F. Lucchetti. 

## Produção
A série, ademais de ser uma das primeiras atrações da Bandeirantes, foi a estreia de José Mojica Marins na televisão, sendo este seu primeiro programa. A cada episódio da série era apresentada uma história de terror, suspense ou tragédia narrada por Zé do Caixão, na época ao auge de sua popularidade. Todos os atores da série eram também alunos da escola de interpretação de José Mojica Marins. 
A série foi um grande sucesso na televisão, ficando por várias vezes como líder de audiência, exibida ás 23h. Havia inclusive um plano para escrever uma telenovela que se chamaria O Homem que Apareceu, com Mojica como protagonista. Entretanto com menos de 1 ano de exibição do programa, Marins e Lucchetti abandonaram o programa para estrear O Estranho Mundo de Zé do Caixão na Rede Tupi. Logo após isso o programa foi cancelado. Todas as fitas onde eram gravados os programas foram reaproveitadas pela Bandeirantes para outras atrações, sendo assim não existem mais registros em vídeo do programa. 